# Kostel svatého Kříže (Nebovidy)
Kostel svatého Kříže je římskokatolický chrám v obci Nebovidy v okrese Brno-venkov. Je chráněn jako kulturní památka České republiky. Je filiálním kostelem moravanské farnosti.

## Historie
První písemná zmínka o nebovidském kostele pochází z roku 1329, kdy se stal farním. Jádro chrámu je však starší, dochované obvodové zdi lodi s okénky a vstupním portálem dokládají, že kostel byl postaven v románském slohu po polovině 13. století. Zřejmě kolem poloviny 14. století bylo původní kněžiště nahrazeno novým pravoúhlým se sakristií. Na konci 15. století byly zdi lodi zvýšeny a prostor byl zaklenut síťovou klenbou. Zřejmě po požáru v roce 1821 byla v rámci celkové obnovy chrámu přistavěna k jižní stěně předsíň s točitým schodištěm na kruchtu. Roku 1908 byla do dnešní podoby upravena hranolová zvonice. Velké úpravy se chrám dočkal v roce 1936, kdy byl presbytář prodloužen na dvojnásobnou délku a zároveň byla přistavěna nová sakristie.

### Fresky
Při rekonstrukci elektrického rozvodu v kostele v roce 1992 byly pod moderními nátěry zjištěny na omítce barevné vrstvy. Restaurátor František Sysel průzkumem prokázal, že fresková výzdoba pokrývá obě boční zdi, čelní stěnu a vítězný oblouk. Gotické malby s vysokou uměleckou kvalitou a velmi zachovalé vznikly zřejmě v sedmdesátých a osmdesátých letech 14. století. Fresková výzdoba byla následně restaurována na přelomu 20. a 21. století.